# National Affairs
National Affairs est une revue politique trimestrielle américaine diffusée à partir de septembre 2009. Son fondateur, Yuval Levin, ainsi que les auteurs sont typiquement considérés comme étant conservateurs et de droite,,. La revue est éditée par National Affairs, Inc., qui avait auparavant édité les revues The National Interest ainsi que The Public Interest. National Affairs, Inc., était initialement dirigé par Irving Kristol, et comprenait les membres du conseil d'administration tels que l'ancien Secrétaire d'État Henry Kissinger, l'ancienne Ambassadrice des États-Unis aux Nations Unies Jeane Kirkpatrick, ainsi que l'auteur Charles Murray. 

## Histoire
Dans l'éditorial du premier numéro, l'éditeur Yuval Levin donna plus de détails sur la mission de la revue: "National Affairs aura un point de vue, non une ligne d'un parti. Elle partira de l'assurance, de la confiance et de la fierté en Amérique, d'une impression que notre défi est de bâtir sur nos forces pour traiter nos faiblesses, et de la conviction que le principal parmi ces forces sont notre capitalisme démocratique, nos idéaux de liberté et d'égalité sous la loi, ainsi que de nos origines au sein des traditions occidentales de longue date. Nous rechercherons à cultiver un empirisme ouvert, un respect décent pour l'impressionnante complexité de vie dans la société, ainsi qu'un scepticisme sain de la confiance technocratique sereine étant trop souvent l'avant-goût dominant des sciences sociales et de la politique publique. Et nous prendrons la politique au sérieux". L'éditorial exprime une certaine reconnaissance aux éditeurs du Public Interest, et font remarquer que "les archives complètes du Public Interest sont disponibles pour la toute première fois" sur son site Internet.
Le 7 septembre 2009, David Brooks du New York Times critiqua le premier numéro. Il rédigea que "le Public Interest avait cessé en 2005", laissant un "trou béant. Heureusement, une nouvelle revue trimestrielle intitulée National Affairs se lance aujourd'hui afin de poursuivre l'ouvrage." Brooks continua en déclarant que la revue occupa "les carrefours sanglants où les sciences sociales et la politique publique rencontrent des affaires de moralité, de culture et de vertu". "Dans un monde de politique des marais fiévreux et expertise aride et trop spécialisée," Brooks écrivit dans sa conclusion, "National Affairs arrive pile au bon moment."
National Affairs "fait sa demeure à l'American Enterprise Institute."